# Dexter (Minnesota)
Dexter és una població dels Estats Units a l'estat de Minnesota. Segons el cens del 2000 tenia 333 habitants.

## Demografia
Segons el cens del 2000, Dexter tenia 333 habitants, 130 habitatges, i 89 famílies. La densitat de població era de 88,7 habitants per km².
Dels 130 habitatges en un 37,7% hi vivien nens de menys de 18 anys, en un 57,7% hi vivien parelles casades, en un 7,7% dones solteres, i en un 31,5% no eren unitats familiars. En el 30% dels habitatges hi vivien persones soles l'11,5% de les quals corresponia a persones de 65 anys o més que vivien soles. El nombre mitjà de persones vivint en cada habitatge era de 2,56 i el nombre mitjà de persones que vivien en cada família era de 3,2.
Per edats la població es repartia de la següent manera: un 29,7% tenia menys de 18 anys, un 6,6% entre 18 i 24, un 29,4% entre 25 i 44, un 22,8% de 45 a 60 i un 11,4% 65 anys o més.
L'edat mediana era de 36 anys. Per cada 100 dones de 18 o més anys hi havia 87,2 homes.
La renda mediana per habitatge era de 31.875 $ i la renda mediana per família de 41.250 $. Els homes tenien una renda mediana de 29.861 $ mentre que les dones 23.750 $. La renda per capita de la població era de 14.199 $. Entorn del 7,1% de les famílies i el 10,4% de la població estaven per davall del llindar de pobresa.

## Poblacions més properes
El següent diagrama mostra les poblacions més properes.